# Cegléd (nádraží)
Cegléd je železniční stanice v maďarském městě Cegléd, které se nachází v župě Pešť. Stanice byla otevřena v roce 1847, kdy byla zprovozněna trať mezi Budapeští a Szolnokem.

## Historie
Stanice byla otevřena roku 1847, kdy byla zprovozněna trať Budapešť–Cegléd–Szolnok. V roce 1853 byla postavena trať z Ceglédu do Kiskunfélegyházy, která byla dál prodloužená přes Segedín do Temešváru v dnešním Rumunsku.
V roce 1909 byla otevřena nová staniční budova.
V letech 1909–1978 vedla ze stanice regionální trať do nedaleké obce Hantháza.
V roce 2007 byla stanice kompletně zrekonstruována. Stanice dostala nové nástupiště, staniční budova byla opravena a opraven byl i železniční svršek.

## Provozní informace
Stanice má celkem 3 nástupiště a 5 nástupních hran. Ve stanici je možnost zakoupení si jízdenky a je elektrizovaná střídavým proudem 25 kV, 50 Hz. Provozuje ji společnost MÁV.

## Doprava
Stanice je hlavním nádražím ve městě. Zastavuje zde spousta vnitrostátních vlaků InterCity do Segedína, Záhony či zde zastavují okružní InterCity (maďarsky Kör-IC) z Budapest-Nyugati pu. přes Szolnok, Debrecín, Nyíregyházu, Miškovec do Budapest-Keleti pu. Jediným mezinárodním vlakem, který zastavuje ve stanici, je IC 33/34 „Latorca“ z Budapešti do Mukačeva. Dále zde zastavuje několik osobních vlaků do Budapešti, Szolnoku, Kecskemétu, Záhony a Segedína.

## Tratě
Stanicí prochází tyto tratě:
- Budapešť–Cegléd–Szolnok (MÁV 100a)
- Cegléd–Kiskunfélegyháza–Segedín (MÁV 140)

V minulosti ze stanice vycházela tato trať:
- Cegléd–Hantháza (MÁV 145) (celá trať již zlikvidována)

## Galerie

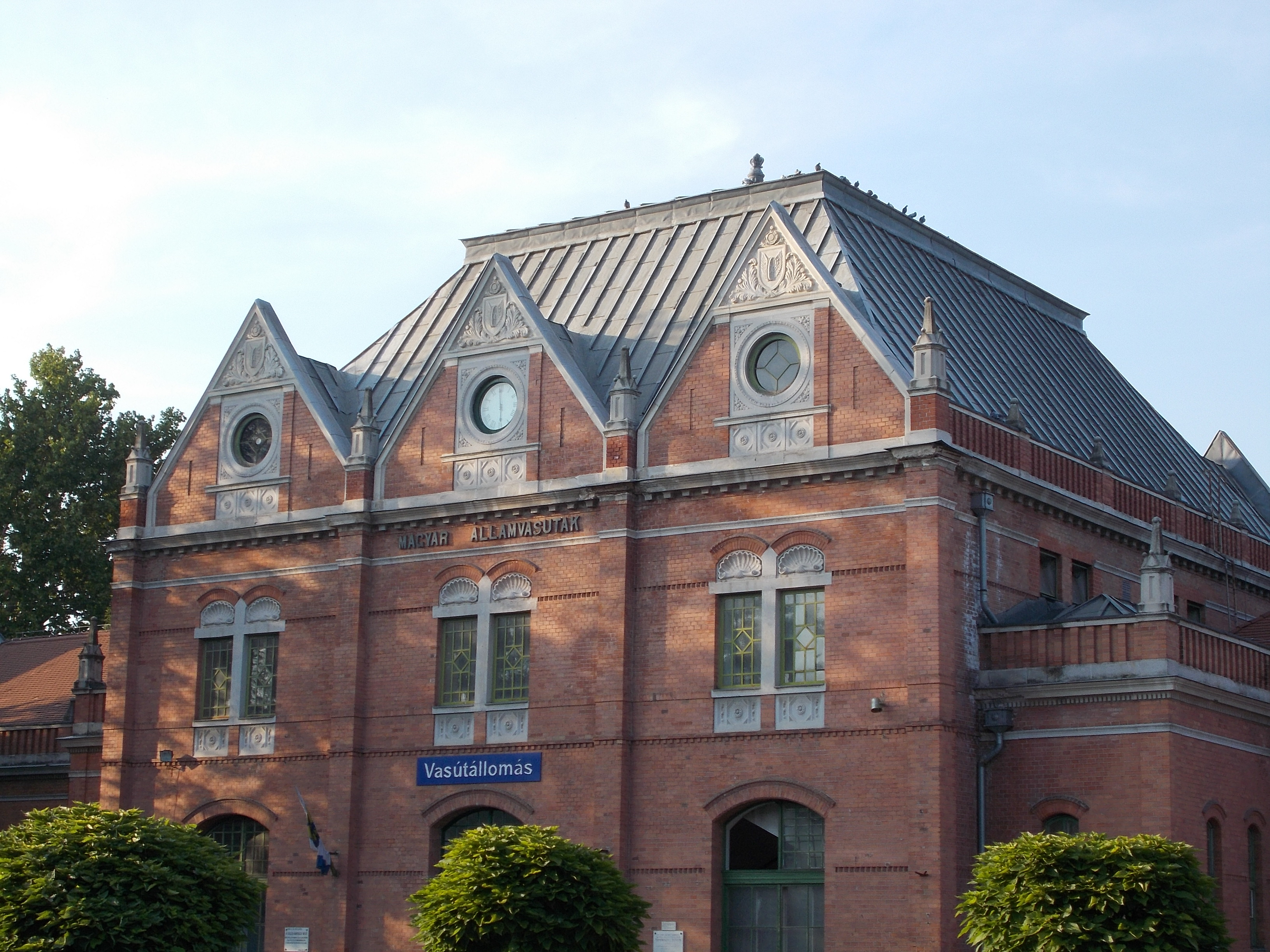
Staniční budova.
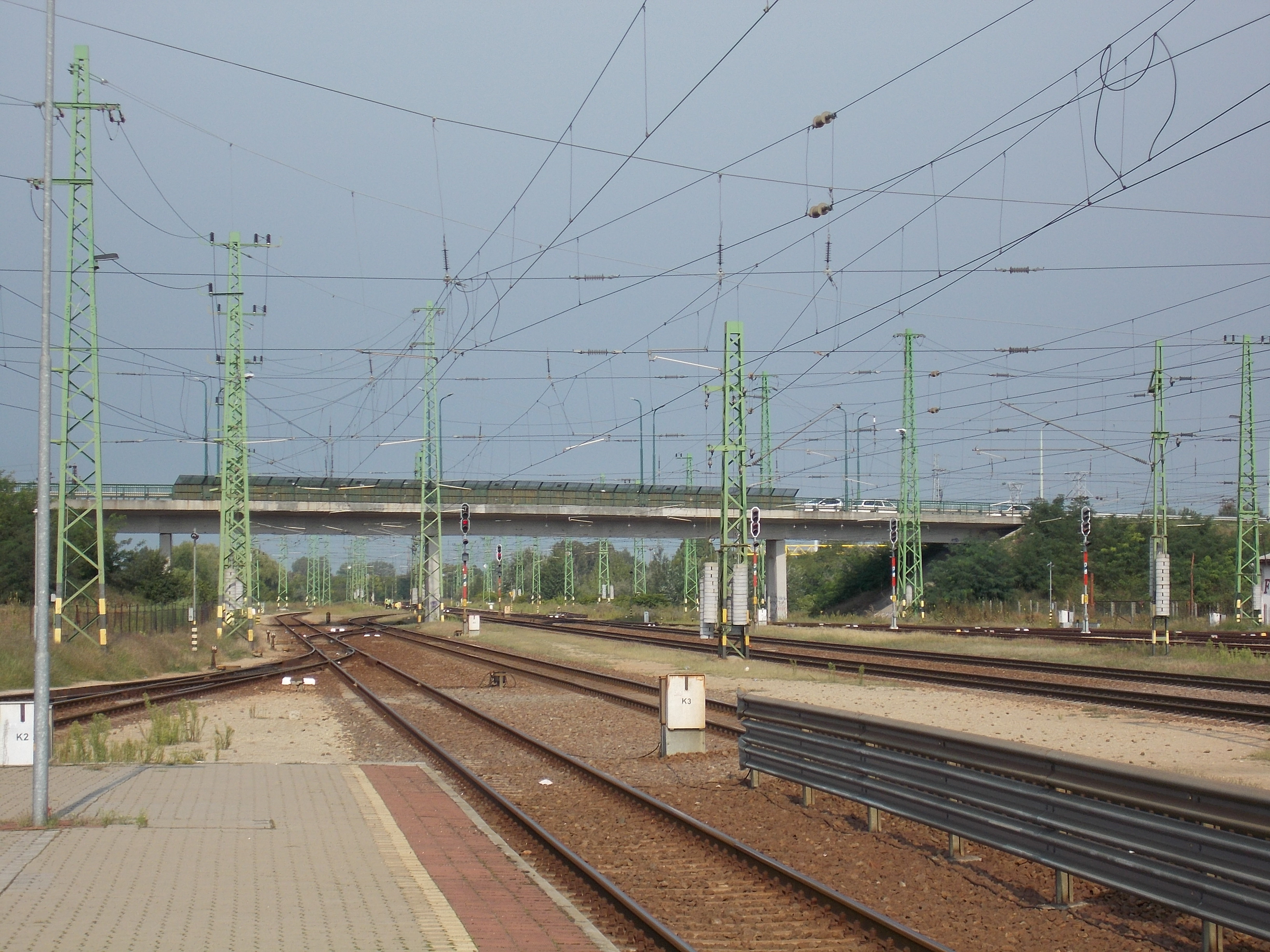
Pohled z nástupiště směr Budapešť.
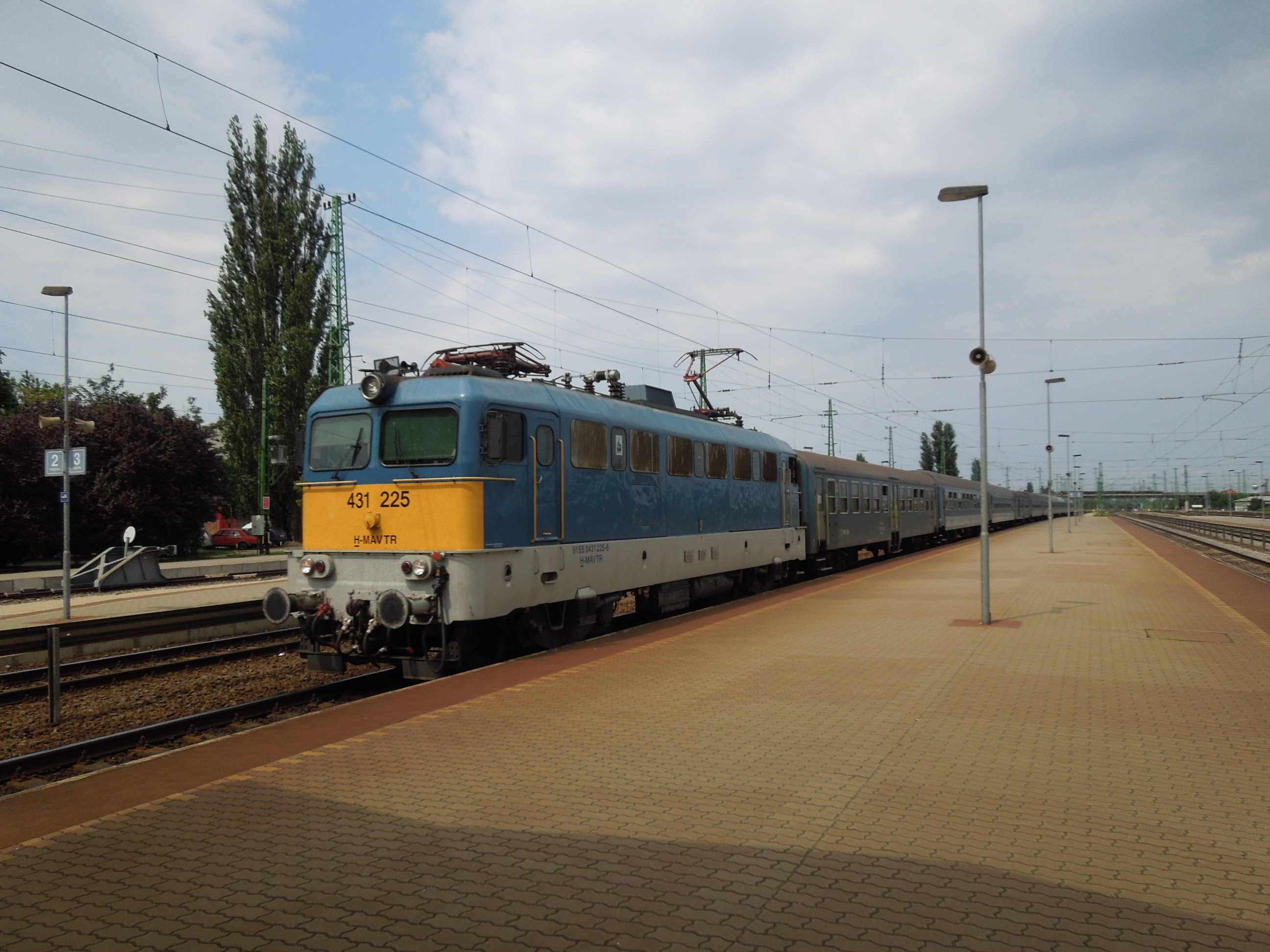
Vlak InterCity ve stanici.
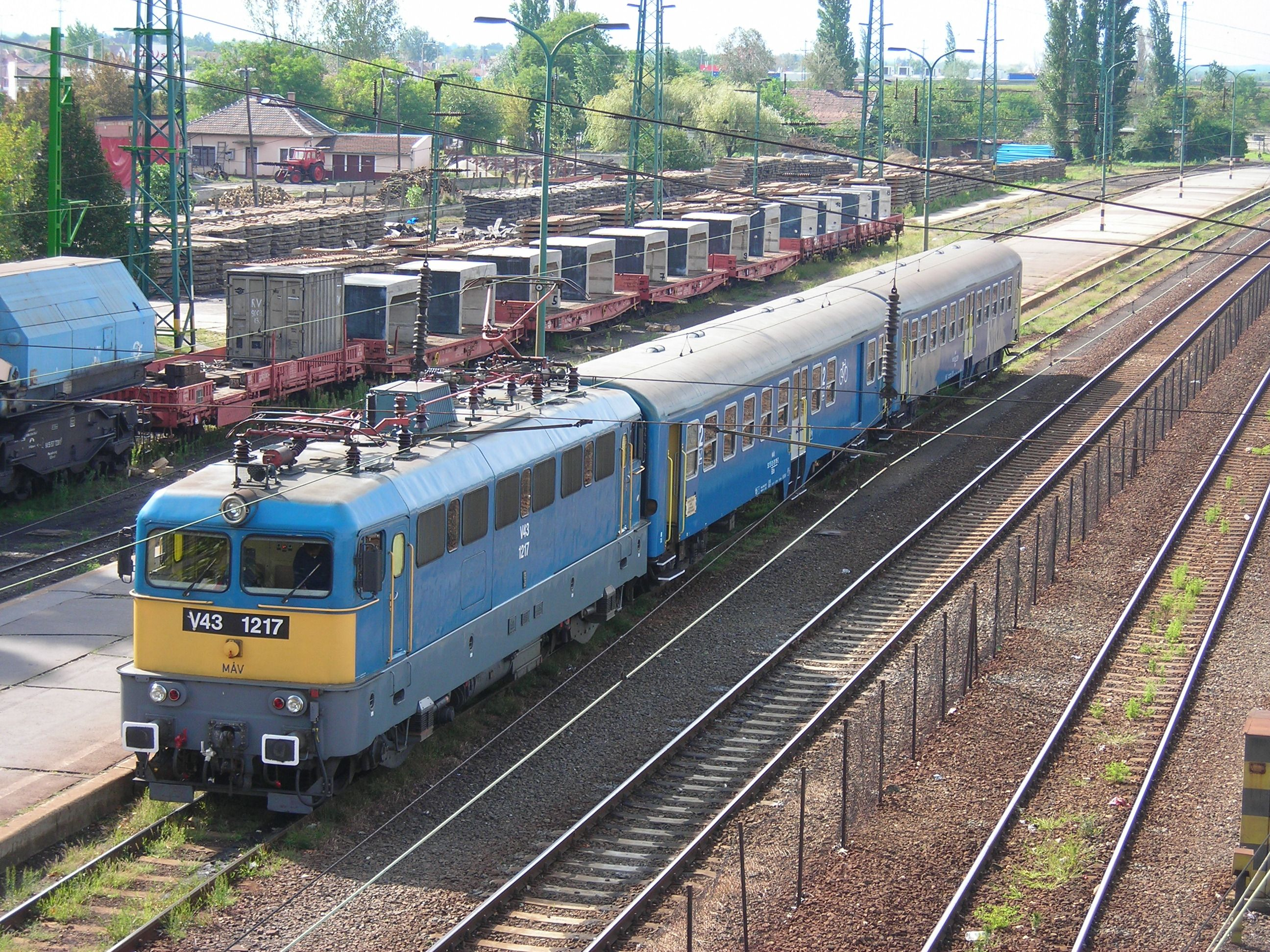
Osobní vlak ve stanici před modernizací.